# 亚历山大·恰亚诺夫
亚历山大·瓦西里耶维奇·恰亚诺夫（Александр Васильевич Чаянов，1888年—1937年），苏联经济学家，“组织—生产”学派主要理论家。生于莫斯科。1905年起成为民粹派思想家，加入社会革命党。十月革命后支持苏维埃政权，任过彼得罗夫农业科学院农业经济研究所所长、农业人民委员部部务委员，长期主持农业合作社的领导工作。1930年因“劳动人民党”案件被捕，后被枪决。1987年被平反恢复名誉。很重要的一个观点是，他提出小农的生产曲线与资本主义农场企业有不同的生产曲线，小农的劳动力供给是既定的，没有弹性，他往往只能在劳动的边际产出接近于零的时候才停止劳动。起决定作用的是生存的需要，而不是工资和利润的需要。

## 著作
- 《非资本主义经济制度理论》
- 《农民经济组织》
- 《预算研究》等。